# Förlorade generationen
| Den förlorade generationen |
| --- |
| Gertrude Stein (1913), som myntade begreppet den förlorade generationen i en diskussion med Ernest Hemingway. - Betydelse – kulturell generation - Definition – personer födda 1883–1900 - Bakgrund – myntat av Gertrude Stein, populariserat av Ernest Hemingway 1926 - Miljö – deltog i första världskriget, blev desillusionerad under mellankrigstiden - Efterträddes av – krigsgenerationen |

Den förlorade generationen (engelska: Lost Generation) är ett uttryck, myntat av Ernest Hemingway, för en generation av desillusionerade unga som präglats för livet av första världskrigets trauman och mänskliga katastrofer. Den avgränsas ofta som personer födda mellan 1883 och 1900, varefter kom krigsgenerationen med dem som föddes mellan 1901 och 1927.
Begreppet har även kommit att användas även för mer sentida generationer med vikande samhällsstöd och framtidstro.

## Namnet

### Bakgrund
Uttrycket tillskrivs ursprungligen den modernistiska författaren Gertrude Stein, i en diskussion med Ernest Hemingway. Stein samlade en betydande del av 1920-talets unga konstnärselit i sitt hem i Paris, bland dem Hemingway, F. Scott Fitzgerald, Ezra Pound, Sherwood Anderson, Waldo Peirce, John Dos Passos och T.S. Eliot.
Ibland syftar uttrycket specifikt på denna grupp av utomlands boende amerikanska modernister. Men även den spanske bildkonstnären Pablo Picasso betraktas ofta som medlem av generationen.

### Uttryckets spridning
Ernest Hemingway gjorde uttrycket känt genom att använda det som epigraf (kapitelinledande citat eller mottod) i romanen Och solen har sin gång, (1926, The Sun Also Rises) och sedan som kapitelrubrik i sin memoarbok En fest för livet (1964, A Moveable Feast). I memoarboken skriver Hemingway att Stein hade hört frasen från en verkstadsägare, där Stein lämnat in sin bil. När en ung mekaniker misslyckats med att reparera bilen fort nog, skrek ägaren åt den unge mekanikern: "You are all a génération perdue" (översatt: "Ni är alla en förlorad generation").
Stein sade sedan till Hemingway: "That is what you are. That's what you all are ... all of you young people who served in the war. You are a lost generation." (översatt: "Det är vad du är. Det är vad ni alla är ... alla ni unga människor som deltagit i kriget. Ni är en förlorad generation.").

## Betydelse och definition

### Kulturell generation
Begreppet förlorade generationen används främst som benämning för personer födda mellan 1883 och 1900. De blev vuxna under eller strax före första världskriget och fick ett liv präglat av krigets fasor och elände. Som en följd av detta blev många av medlemmarna ur generationen desillusionerade med livet, med bristande framtidstro. Efter krigsslutet letade de efter livets mening på olika sätt.

### Annan användning
Uttrycket har även kommit att användas för senare "förlorade" generationer, det vill säga dels för generationer i Tyskland präglade av andra världskriget och Tredje riket med dess efterverkningar och skuldtyngda vilsenhet och dels för de så kallade "millenniegenerationerna" (födda från 1980-talet och framåt), som ofta benämns prekariatet och har upplevt sina livsomständigheter med ekonomi, arbete, boende och framtidsutsikter kraftigt försämras jämfört med tidigare välfärdsgenerationer. Vissa drar även paralleller till senare tiders överbeskyddande uppväxtförhållanden för många ur dessa generationer, så kallade curlingbarn.